# スカーラ・スタジアム

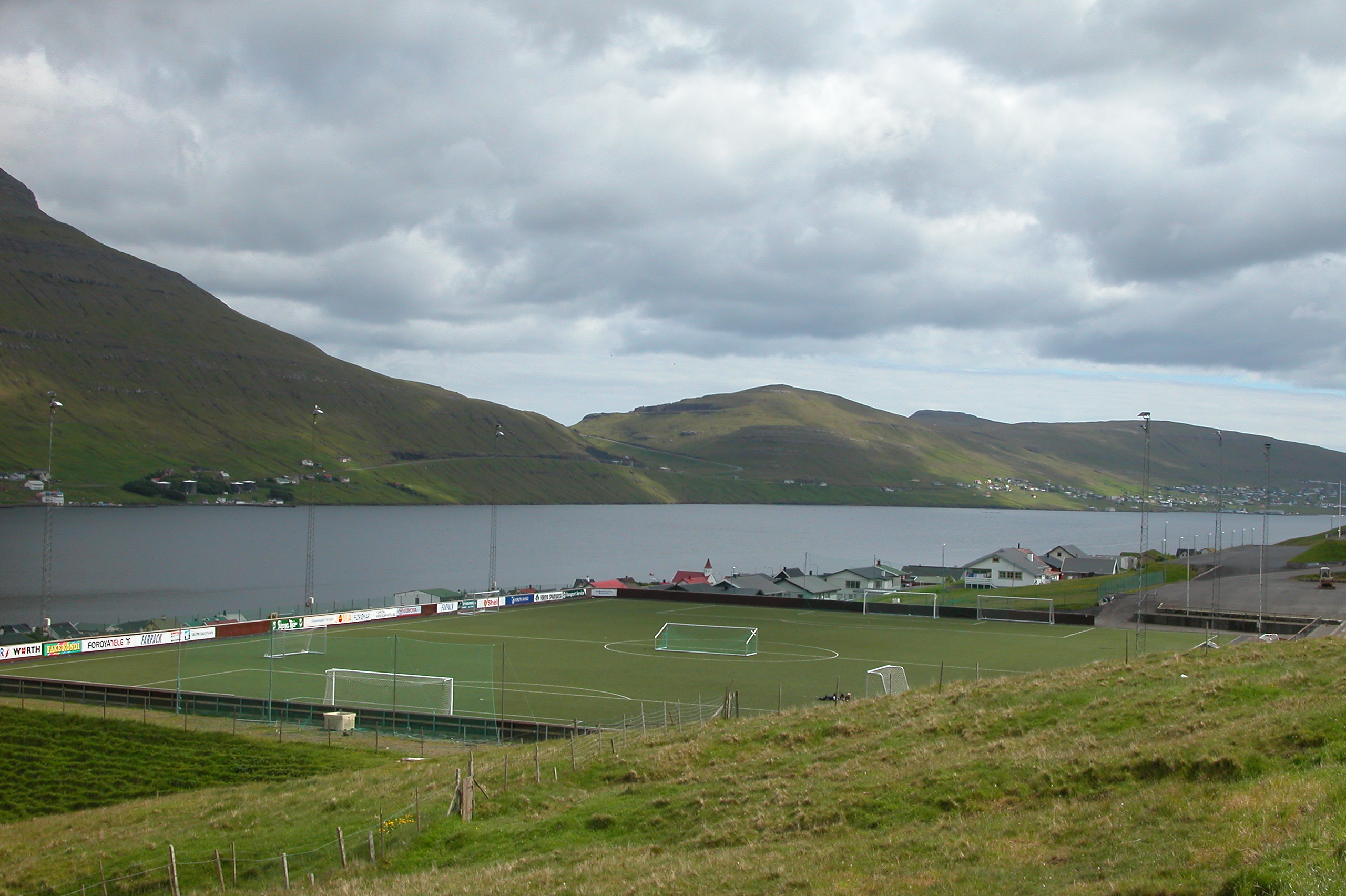
スカーラ・スタジアム

スカーラ・スタジアム (Skála Stadion) は、フェロー諸島の多目的スタジアム。スカーリ村に位置する。現在は主にサッカーの試合として使用され、スカーラIFの本拠地となっている。スタジアムの収容人数は2,000人であり、1968年に開業した。